# آرامگاه کمال‌الملک
آرامگاه کمال‌الملک بنایی است در شهر نیشابور ایران که مدفن کمال‌الملک است. این بنا در نزدیکی آرامگاه عطار نیشابوری در محله شادیاخ قرار دارد.
طراح این بنای یادبود هوشنگ سیحون است و در مراسمی در تاریخ ۱ آوریل۱۹۶۳–۱۲ فروردین ۱۳۴۲ خورشیدی با حضور فرح پهلوی رونمایی شد. سازندگان این آرامگاه چند کارگر نیشابوری بودند که در مراسم رونمایی از آنان توسط دولت وقت قدردانی شد.

## نمای بنا
این بنا در نقشه از دو مدول (پیمون) مربعی شکل تشکیل شده است که مستطیلی با تناسب ۱ بر ۲ را می‌سازند. اضلاع مربع در نما با یک قوس نیم دایره خود نمایی می‌کنند؛ حجم بنا از قوس‌هایی متقاطع که بر روی اقطار مربع زده شده‌اند پدید آمده که این فوس‌های متقاطع، «تاق‌های چهاربخش» را که در معماری سنتی ایران بسیار دیده شده‌اند را تداعی می‌کنند و احتمالاً منبع الهام طراح نیز بوده است. طراح با بهره‌گیری خلاقانه از قوس و با پیچشی که در ایده کلی آن ایجاد کرده، به نتیجه‌ای ظاهراً متفاوت با هندسه‌ای پیچیده دست یافته است. این طرح نوآورانه با به‌کارگیری سازه پوسته‌ای بتنی اجرا شده است.
در بنای یادبود کمال الملک دو نوع قوس به شرح زیر دیده می‌شود.
شش قوس نیم دایره نما که نسبت دهانه به ارتفاع آن‌ها ۱ به ۲/۱ است، چهار قوس متقاطع که بر روی اقطار دیده می‌شوند. همچنین در پایین قوس‌های اصلی نما از روبرو دو قوس کوتاه‌تر نیز وجود دارند که در واقع تلاقی قوس‌های متقاطع هستند. شاید بتوان گفت حجم کلی بنا از پوسته‌ای سه بعدی در فضا حاصل آمده است که در یک حرکت نرم دو نوع قوس یاد شده را به هم پیوند می‌دهند.
این قوس‌ها و پوشش آن‌ها در بالا، اشکال هندسی مخروطی شکلی را به وجود آورده‌اند که ابتکاری هندسی بوده، اوج خلاقیت معماری را در بهره‌گیری از عناصر معماری سنتی ایران در ترکیبی جدید و موزون نشان می‌دهد. در این بنا نیز همانند آرامگاه خیام هندسه نقشی شایان توجه دارد و پیوند عمیق این بنا را با نظام معماری ایرانی برقرار کرده است.
تزیینات استفاده شده برای آرامگاه کمال الملک کاشی معرق است که نقوش آن‌ها بسیار هنرمندانه بر روی سطوح منحنی نما بکار گرفته شده‌اند و به سمت خط تقارن قوس‌ها این نقوش کوچک و کوچک‌تر می‌شوند. به گفته طراح، کاشی معرق، معماری کاشان یعنی محل زادگاه کمال الملک را یادآور می‌شود.
نمای بنا و تزیینات و همچنین رنگ کاشی‌ها، هماهنگی فراوانی با آرامگاه عطار، که در کنار آن است، دارد؛ به گونه‌ای که شاید بازدیدکننده در نگاه نخست گمان کند که این بناها بخشی از هم هستند.

## سنگ قبر
سنگ قبر کمال الملک همچون سایر سنگ‌های مزاری که سیحون در آرامگاه ظهیرالدوله تهران طراحی کرده است، یکپارچه از سنگ گرانیت و با بافت خشن بوده، در قسمت بالای سنگ که مرتفع و زاویه دار تراشیده شده است، نقش برجسته‌ای از کمال الملک توسط شاگرد ایشان مرحوم استاد ابوالحسن صدیقی سنگ‌کاری گردیده است.

## نگاره‌ها

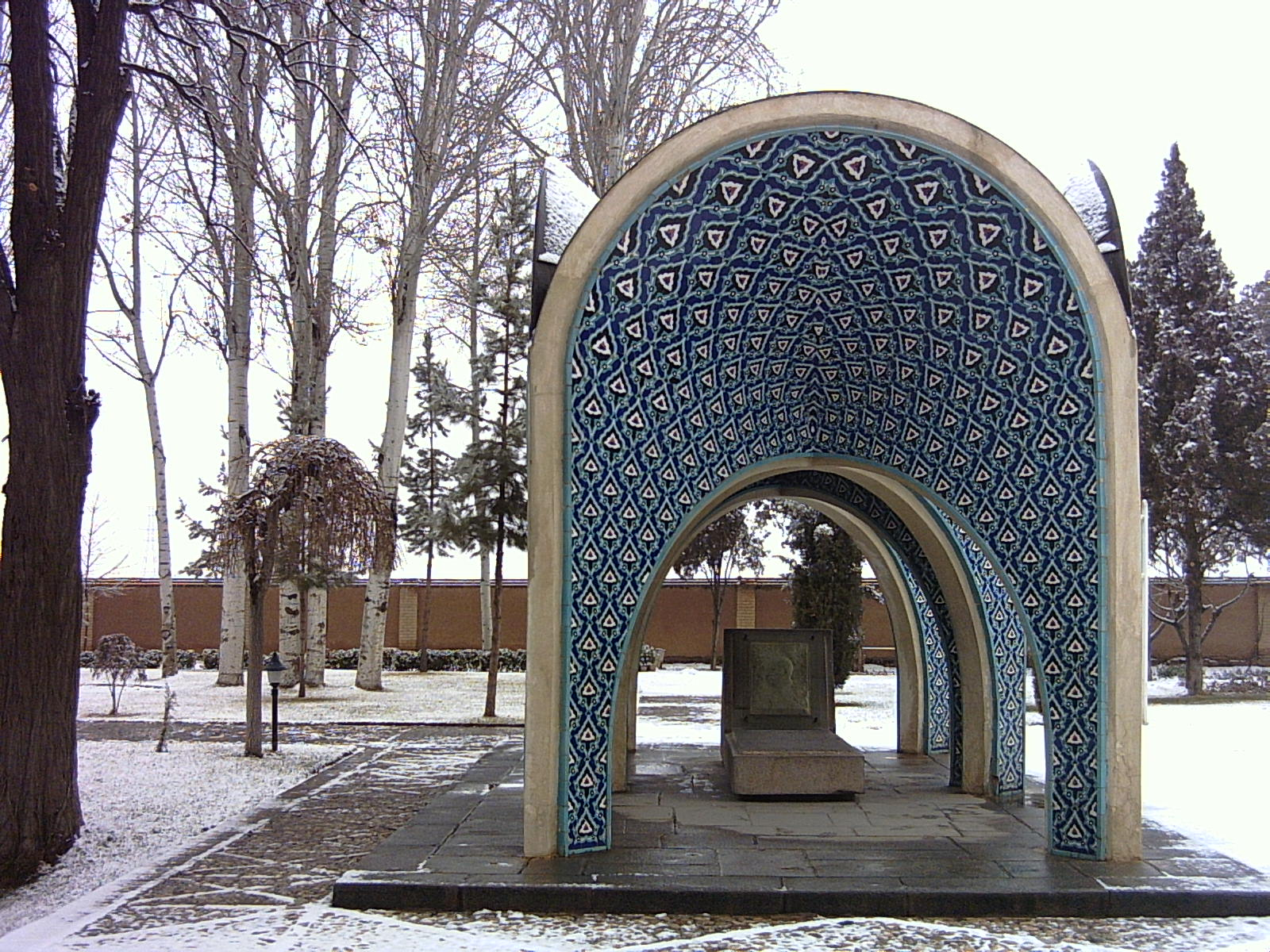
بنای آرامگاه
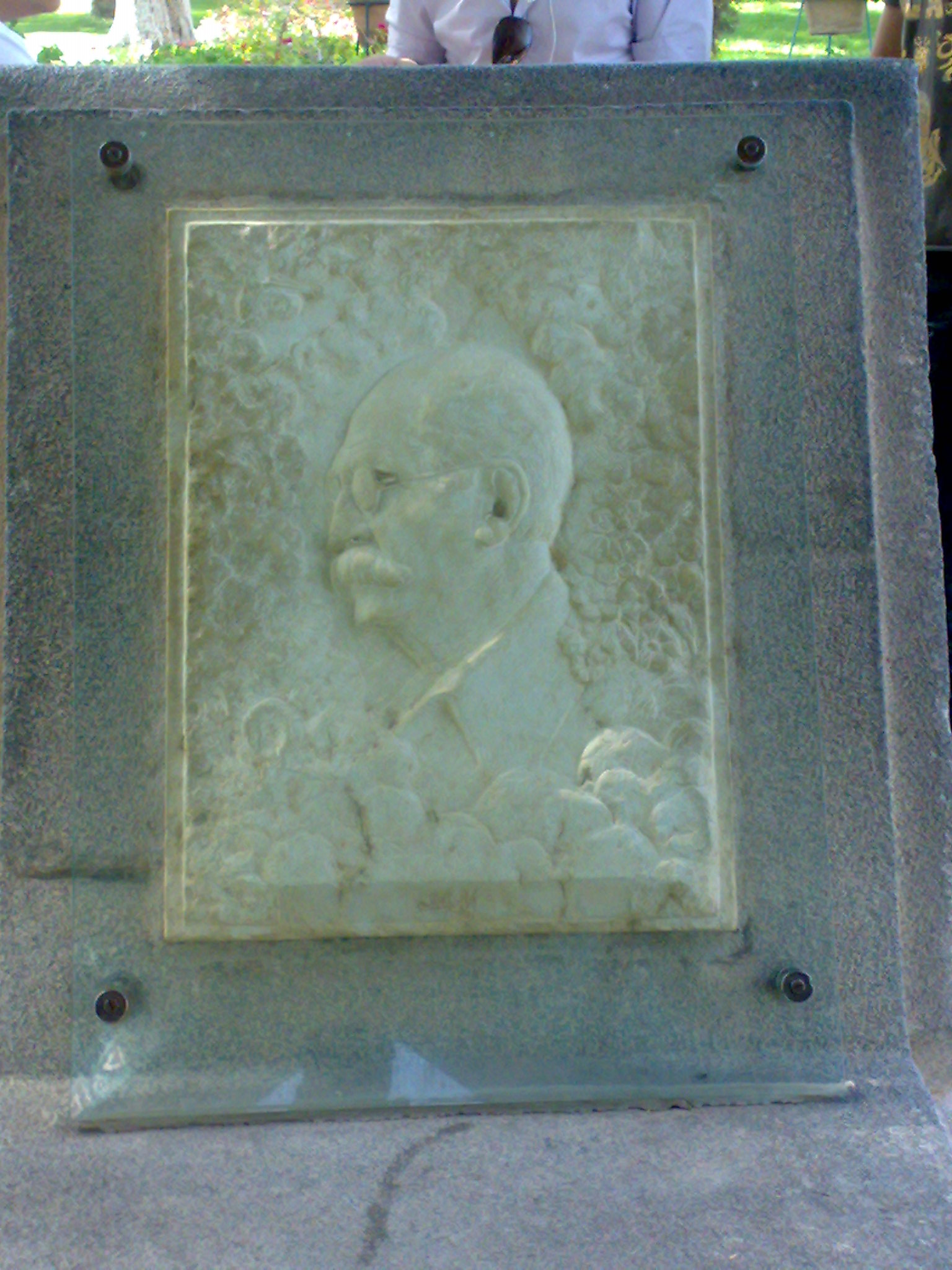
نقش برجستهٔ کمال‌الملک
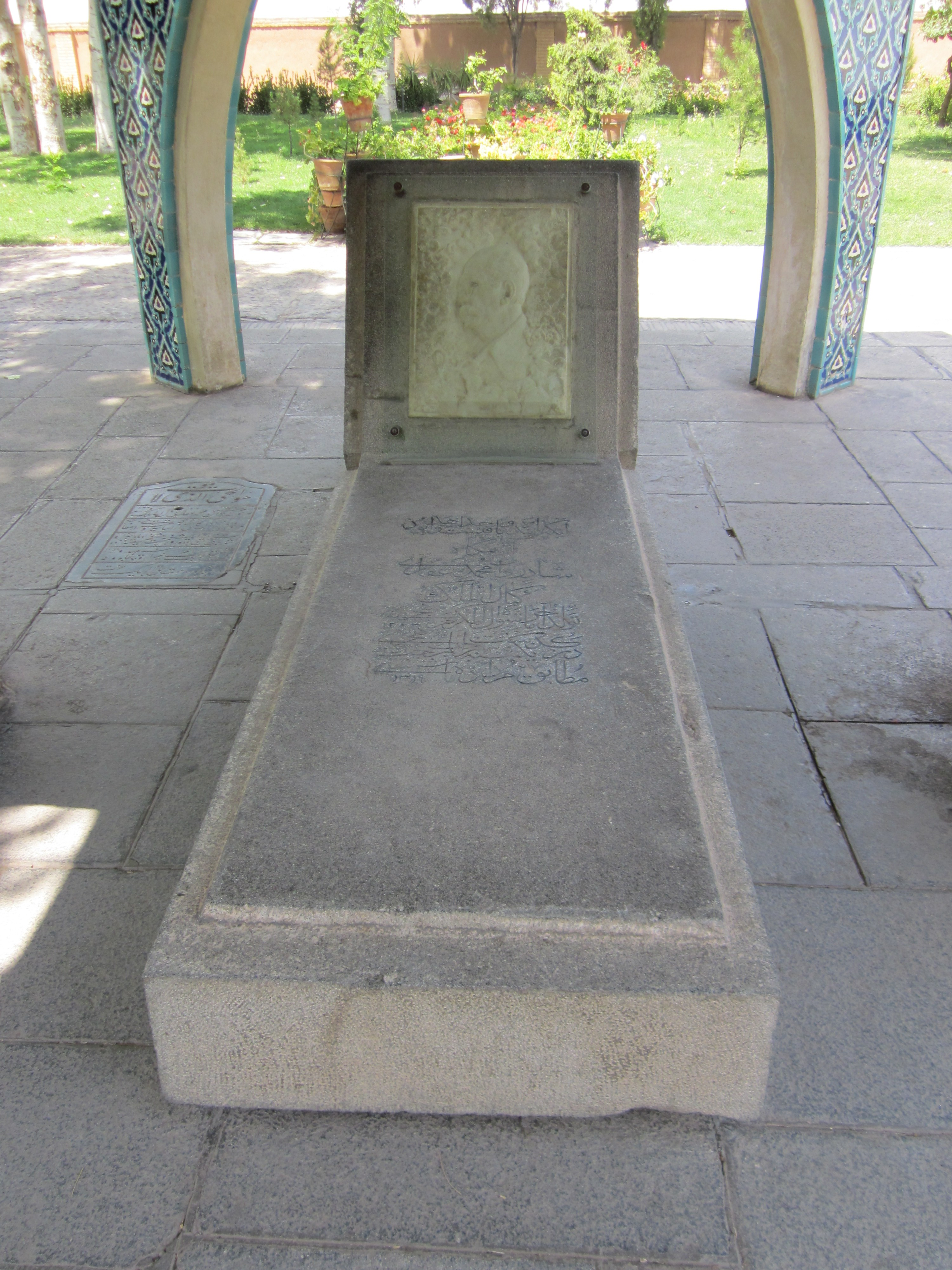
سنگ قبر کمال‌الملک
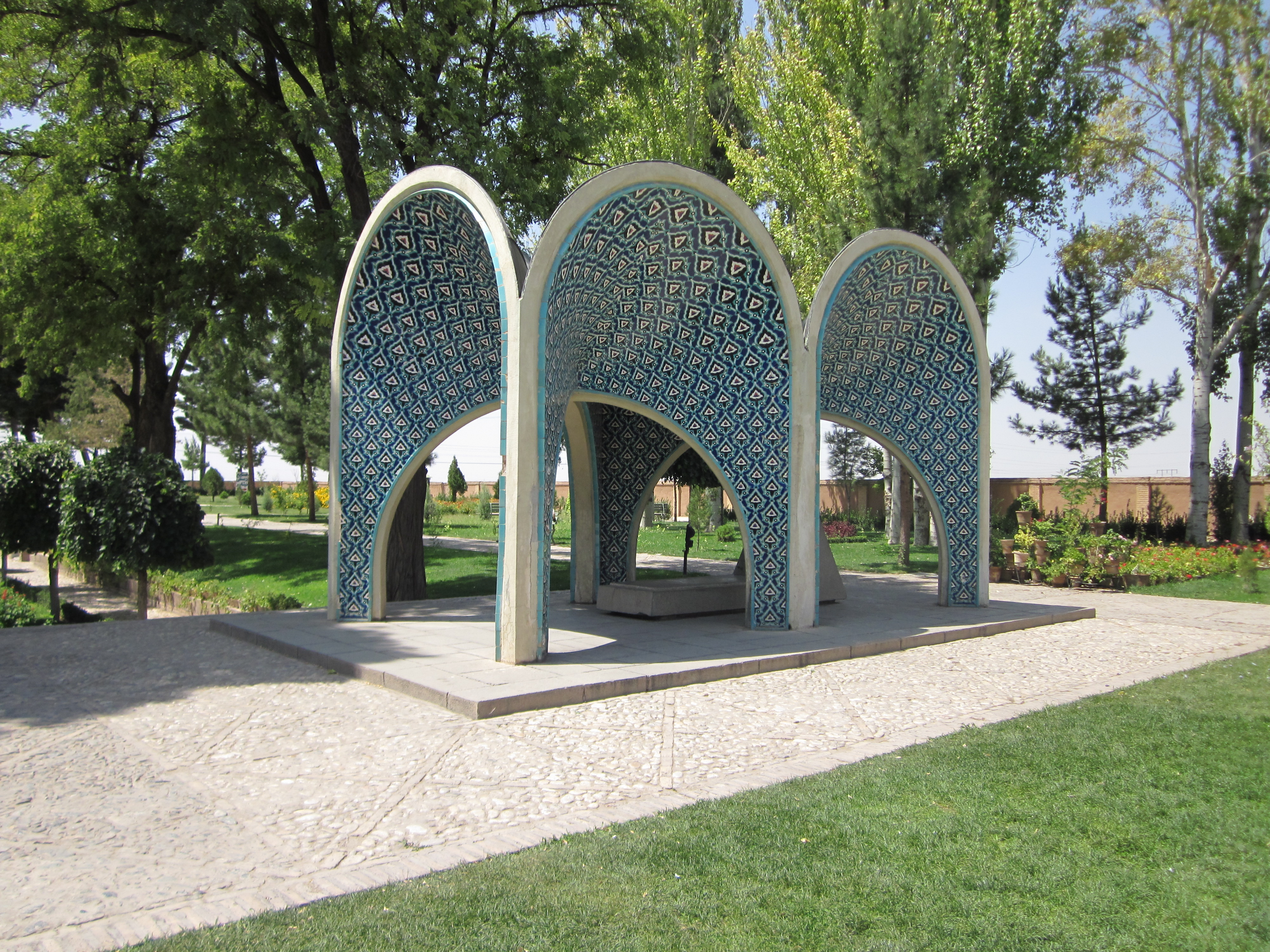
بنای آرامگاه
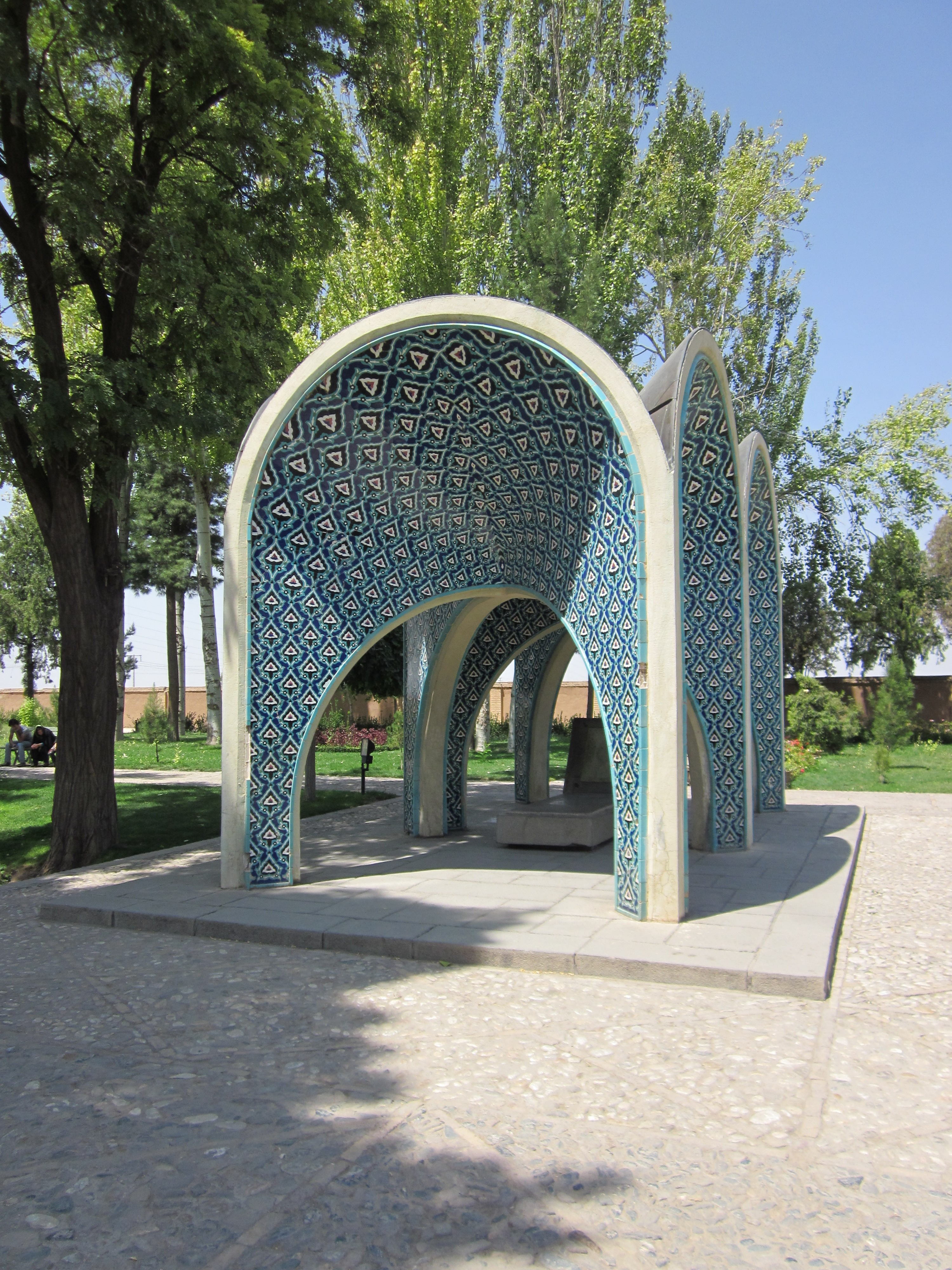
بنای آرامگاه
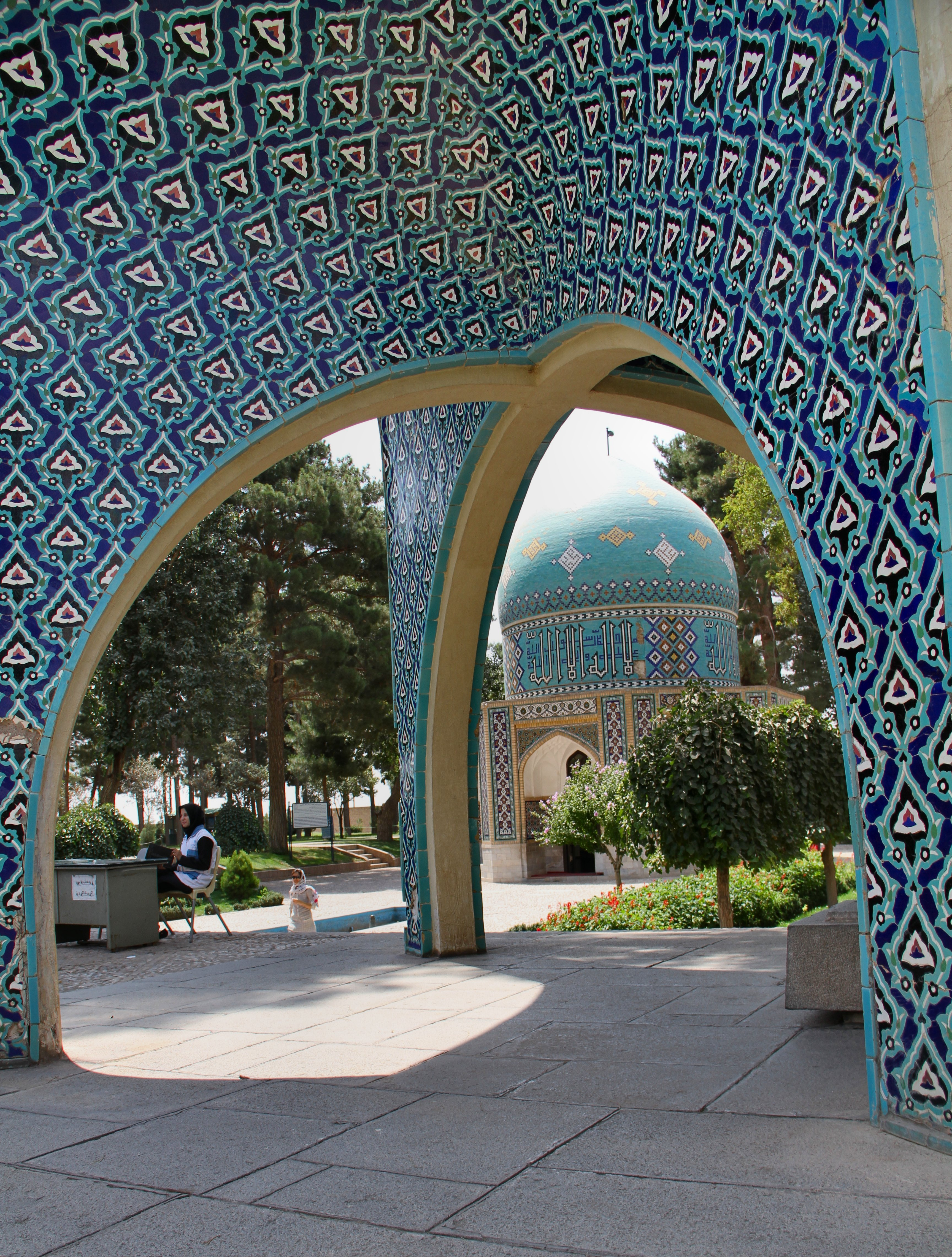
بنای آرامگاه کمال‌الملک و آرامگاه عطار نیشابوری